# Сергій (патріарх Московський)
Патріарх Сергій (в миру Іван Миколайович Страгородський, рос. Иван Николаевич Страгоро́дский; *23 січня 1867, Арзамас — †15 травня 1944, Москва) — єпископ Руської і Російської Православної Церкви; з 12 вересня 1943 року — Патріарх Московський і всієї Русі. Богослов, автор богослужбових текстів і духовних віршів.
З грудня 1925 р. до кінця 1936 р. — Заступник Патріаршого Місцеблюстителя (митрополита Петра (Полянського); з 1 січня 1937 р. — Патріарший Місцеблюститель, зважаючи на отримання помилкового повідомлення про смерть митрополита Петра.
З травня 1927 р. став на шлях безумовної лояльності політичному режимові СРСР, що викликало досить суперечливу реакцію в Церкві як в СРСР («Іосіфляни», «Сергіанство»), так і за кордоном (див. «Російська православна церква закордоном»).

## Життєпис
Народився в Нижньогородській губернії в місті Арзамасі, в сім'ї протоієрея Миколи Страгородського (1843—1913 рр.), де отримав глибоке релігійне виховання. Початкову освіту отримав в парафіяльному, а потім у Арзамаському духовному училищі.
У 1886 р. закінчив Нижньогородську духовну семінарію і поступив в Петербурзьку духовну академію.
У жовтні 1888 р. прибув до Японії в православну місію. Служив в храмі в Кіото і викладав у Московській духовній семінарії та в жіночій духовній школі (де готували і майбутніх іконописців і регентів, але, в основному, це була фактично середня школа для японських дівчат за європейським зразком) в Кіото. Як і в Росії, випускники духовних закладів Японської православної церкви не були зобов'язані приймати духовний сан.
30 січня 1890 р. на Валаамі пострижений в чернецтво з ім'ям Сергій на честь преподобного Сергія Валаамського. Будучи студентом 4-го курсу академії, 21 квітня висвячений у сан ієромонаха.
9 травня 1890 р. закінчив Академію зі ступенем кандидата богослов'я за твір «Православне вчення про віру і добрі справи».
13 червня призначений був до Японії членом Православної духовної місії. У грудні 1891 р. призначений судновим священиком на крейсер 1-го рангу «Пам'ять Азова».
У 1893 р. призначений виконуючим обов'язки доцента на кафедрі Священного писання Старого Завіту до Петербурзької Духовної Академії.
13 грудня 1893 р. призначений на посаду інспектора Московської духовної академії.
21 вересня 1894 р. отримав сан архімандрита і призначений на настоятеля Російської посольської церкви в Афінах.
Отримав ступінь магістра богослов'я за дисертацію «Православне вчення про спасіння».
У 1897 р. вдруге призначений до Японії помічником начальника Православної духовної місії, але, за свідченням митрополита Євлогія Георгієвського, «не витримав суворого режиму і повинен був повернутися в Росію».
29 липня 1899 р. призначений на ректора Петербурзької Духовної Семінарії, а 6 жовтня того ж року призначений інспектором Петербурзької Духовної Академії. З 21 січня 1901 р. — ректор тієї ж Духовної Академії.

## Декларація митрополита Сергія та реакція на неї
27 березня 1927 р. знову вступив в управління Патріаршої Церкви на правах Заступника Патріаршого Місцеблюстителя. Результатом арешту і подальшого тиску на нього і на Патріаршу Церкву, яка на той час з точки зору «радянського права» перебувала «на нелегальному становищі», було видання документу, відомого як «Декларація митрополита Сергія», опубліковане 16/29 липня 1927 р., де вказувалося на факт запеклої шкідницької і диверсійної діяльності «наших зарубіжних ворогів», у зв'язку з чим особливо важливо «тепер показати, що ми, церковні діячі, не з ворогами нашої Радянської держави і не з божевільним знаряддям їх інтриг, а з нашим народом і урядом».
Це послання було ціною, яку заплатив митрополит Сергій за офіційну реєстрацію його як заступника Патріаршого Місцеблюстителя і Тимчасового (при ньому) Патріашого Священного Синоду, що отримав двома місяцями раніше:
|  | в травні поточного року, на моє запрошення і з дозволу влади, організувався тимчасовий при заступнику патріарший Священний Синод в складі нижчепідписаних (відсутні преосвященний Новгородський Митрополит Арсеній, ще не прибув, і Костромський архієпископ Севастіян, через хворобу). Клопотання наше про дозвіл Синодові почати діяльність з управління Православною Всеросійською Церквою увінчалося успіхом. / ... / Висловимо всенародно нашу подяку до Радянського уряду за таку увагу до духовних потреб православного населення, а разом із тим завіримо Уряд, що ми не використаємо на зло наданої нам довіри. |

Первинна реакція на послання в середовищі Церкви (в СРСР) була різко критичної: так, автори Послання Соловецьких єпископів від 14 (27) вересня 1927 року, не знаходячи можливість «прийняти і схвалити послання в його цілому», по суті, висувають ті ж принципи взаємини Церкви з державою.
Професор Іван Андрієвський (Андрєєв) (РПЦЗ) про перші 11-і місяцях (до його арешту в листопаді 1926 року під) управління митрополита Сергія Патріаршої Церквою писав, що лад церковного управління за своєю суттю продовжував бути цілком канонічним, бо спадкоємство влади робилося законним за згодою всіх єпископів і законність дій першого з них ґрунтувалася на тому, що він «нічого не творив без розсудів всіх»; і говорив про той контраст, яким з'явився «modus operandi» митрополита Сергія після виходу з ув'язнення, який Андрєєв однозначно, слідом за протоієреєм Михайлом Польським, кваліфікував як «диктатуру першого єпископа».

## Нагороди
- Імператорський орден Святого Рівноапостольного князя Володимира II ступеня, 1909 р.
- Орден Святого Олександра Невського, 1915 р.